# La Voiture hantée
 (avril 2025).
Motif : ou sont les références secondaires centrées qui démontrent l'admissibilité ?
- Archive Wikiwix
- Bing
- Cairn
- DuckDuckGo
- E. Universalis
- Gallica
- Google
- G. Books
- G. News
- G. Scholar
- Persée
- Qwant
- (zh) Baidu
- (ru) Yandex
- (wd) trouver des œuvres sur Wikidata

| 1. | Préciser le motif de la pose du bandeau. | Précisez le motif de la pose du bandeau en utilisant la syntaxe suivante : {{admissibilité à vérifier\|date=mai 2025\|motif=remplacez ce texte par le motif}}                          |
| 2. | Informer les utilisateurs concernés.     | Pensez à avertir le créateur de l'article, par exemple, en insérant le code ci-dessous sur sa page de discussion : {{subst:avertissement admissibilité à vérifier\|La Voiture hantée}} |

La voiture hantée est un roman écrit par R. L. Stine. C'est, dans l'édition française Bayard Poche, le 67e livre de la série Chair de poule. Il est traduit de l'américain par Yannick Surcouf qui a déjà traduit beaucoup de Chair de poule. Le livre français fait 126 pages.

## Livre américain (l'originel)
Le titre originel de La voiture hantée est The haunted car - les deux titres ont exactement la même signification. Ce livre a été écrit par l'auteur américain R. L. Stine qui a créé toute la série Chair de poule. The haunted car est le 21e livre de la série « Goosebumps : series 2000 ».

## Description de l'illustration du livre français
La couverture représente la voiture - ou plutôt l'arrière de la voiture grise de l'intrigue du livre. À l'intérieur de la voiture, Becka Douglas, le fantôme d'une adolescente de 14 ans qui la hante, est sous sa forme humaine. Elle est appuyée, les bras croisés, sur la portière dont la fenêtre est abaissée. Elle est habillée d'une veste noire et d'un habit rouge au-dessous. Ses mains grises sont pourvues de longs doigts. Sa figure est blanche, ses lèvres sont épaisses. Ses cheveux blonds, comme ses sourcils, sont ondulés et volent au vent. Tout à l'arrière de la voiture, sur la carrosserie, est dessiné, dans un petit cercle noir, un petit crâne entouré de rouge.
Toute cette illustration est sur un arrière plan gris et orange.

## Résumé de l'histoire
Mitchell, un adolescent de 12 ans, est un passionné de voitures. Il vit dans une maison avec son père, sa mère et son petit frère Todd (qui est très peureux). Un jour, son père (qui se prétend très doué pour le bricolage mais qui en fait ne l'est pas du tout) décide d'acheter une nouvelle voiture - et Mitchell est fou de joie quand il voit que la nouvelle voiture est une magnifique voiture de course... Mais quelque chose cloche : le propriétaire de cette magnifique voiture la vend pour presque rien. De plus, il l'enferme dans son garage a coups de cadenas ! Et il semble aussi très pressé de s'en débarrasser. Mitchell va bientôt se rendre compte que cette voiture est maléfique. Et si elle était hantée ?

## Commentaires
- Ce livre n'eut pas d'adaptation dans la série télévisée Chair de poule parce qu'il n'était pas encore écrit à l'époque de la production.
- Ce livre est constitué de 28 chapitres.
- Ce livre porte la mention « Dès 10 ans ».
- Ce livre est très inspiré de Christine de Stephen King.